# 가고시마현 제3구
가고시마현 제3구(鹿児島県 第3区)는 일본의 중의원 선거구이다. 1994년 공직선거법으로 신설되었다.

## 지역
- 아쿠네시
- 이즈미시
- 사쓰마센다이시
- 히오키시
- 이치키쿠시키노시
- 이사시
- 아이라시
- 사쓰마군
- 이즈미군
- 아이라군